# Norges regering
Norges regering (norsk: Regjeringen/Regjeringa) er landets udøvende magt. Regeringen ledes af statsministeren og har et antal statsråder som udnævnes af kongen som medlemmer. Siden indførelsen af negativ parlamentarisme i 1884 er regeringen afhængig af, at den ikke har mistillid i Stortinget.
Den siddende regering er Regeringen Jonas Gahr Støre og består af Arbeiderpartiet og Senterpartiet (fra 2021).
Statsministeren og regeringsmedlemmerne er medlemmer af statsrådet. Når regeringen i fællesskab træffer afgørelser, sker det som statsråd under kongens ledelse. Der holdes normalt statsråd hver fredag på Det Kongelige Slott i Oslo. Regeringen mødes med oppositionen i det norske parlament, Stortinget.
En regering kan ændres undervejs ved, at udskifte statsrådet eller ændre ministerierne. Således regnes regeringen for at være den samme, så længe statsministeren sidder.